# Hanns Hanner
Hanns Hanner (* 10. August 1883 in Sankt Goar; † 11. Mai 1966 in Dresden) war ein deutscher Maler, Radierer und Hochschullehrer.

## Leben und Werk

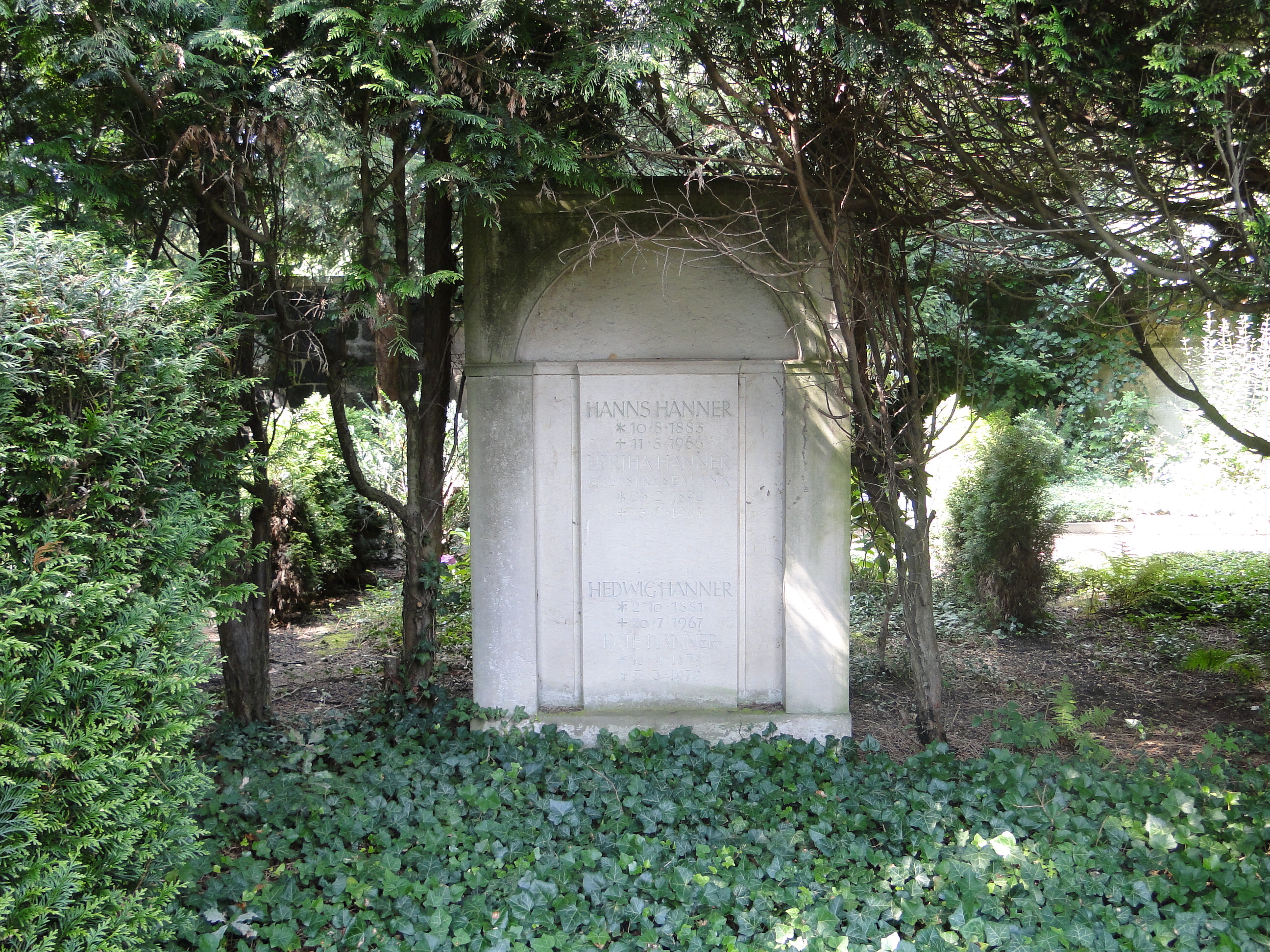
Grab von Hanns Hanner auf dem Loschwitzer Friedhof

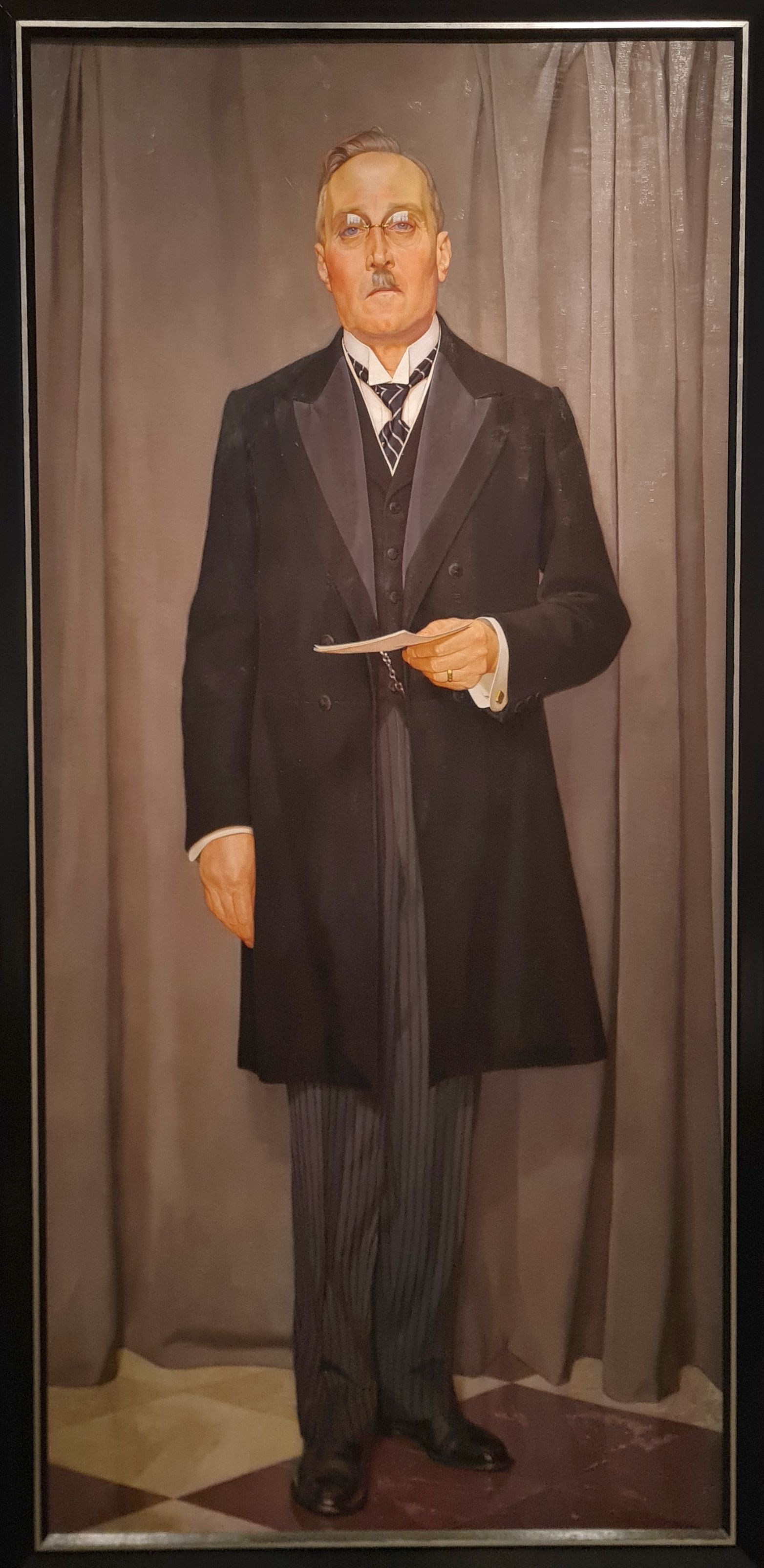
„Oberbürgermeister Dr. Blüher“ (1932)

Hanner studierte von 1902 bis 1910 bei Oskar Zwintscher und Gotthard Kuehl an der Kunstakademie Dresden. Danach arbeitete er in Dresden als freischaffender Künstler. Er unternahm Studienreisen nach Italien, Frankreich und Spanien. 
Hanner war Mitglied des Dresdner Künstlerbunds und in der Zeit des Nationalsozialismus der Reichskammer der bildenden Künste. Ab 1934 war er als Professor Lehrer im Malsaal der Kunstakademie. Nach dem Tod von Ferdinand Dorsch war er ab 1938 als Prorektor vertretungsweise deren Rektor.
Hanner gilt als bedeutender Vertreter der Neuen Sachlichkeit in Dresden. Er schuf vor allem Landschaftsbilder, Figürliches und Bildnisse. Insbesondere seine Frauen- und Mädchenbilder entsprachen den nationalsozialistischen Kunstrichtlinien, wobei „in der Aktmalerei die Nacktheit des weiblichen Körpers absolut in den Bildmittelpunkt des Gemäldes gesetzt wird.“ Typisches Beispiel dafür ist Hanners Ölgemälde Mädchentum, das 1937 auf der Großen Deutschen Kunstausstellung ausgestellt wurde. Hanner war in der Zeit des Nationalsozialismus nachweislich an mindestens dreizehn Ausstellungen beteiligt, darunter 1937 und 1940 die Große Deutsche Kunstausstellung in München und 1940 die Große Berliner Kunstausstellung. Hanner wohnte bis an sein Lebensende in Dresden-Loschwitz, Malerstraße 21.
Für die Tätigkeit Hanners nach 1945 fehlen Informationen. Hanner wurde nicht in den Verband Bildender Künstler der DDR aufgenommen. Er wurde auf dem Loschwitzer Friedhof beigesetzt.
Bilder Hanners befinden sich u. a. in der Städtischen Galerie Dresden und im Museum Wiesbaden und sind auf dem Kunstmarkt präsent.
Hanner war der Schwager des Ornithologen Erwin Stresemann.

## Ausstellungen vor 1933 (unvollständig)
- 1928: Dresden („Sächsische Kunst in unserer Zeit“)
- 1929: Dresden, Kunstakademie („Neuere Kunstwerke aus Dresdner Privatbesitz“)
- 1930: Dresden, Brühlsche Terrasse („Dresdner Kunst“)

## Weitere Werke
- Stillleben mit Weihnachtskaktus und Skulptur (1923, Öl auf Leinwand, 40 × 45,4 cm)[6]
- Eichhörnchen (Öl auf Holz, 42,5 × 32,7 cm)[7]
- Badende am See (1923, Öl auf Holz, 156 × 122 cm)[8]
- Bromelia (1926, Öl)[9]
- Stiller Tag (Öl, um 1930)[10]
- Aufsteigendes Ahnen (1933, Öl auf Leinwand)[11]
- Schwestern (Öl, 1940 auf der Großen Deutsche Kunstausstellung)[12]